# Zmęczona
Zmęczona – trzeci singel z albumu Mrok zespołu O.N.A., wydany w 2002 roku. Utwór to kompozycja rockowa, o lekkim zabarwieniu erotycznym. Piosenka w wersji anglojęzycznej zatytułowanej „Tired” została zamieszczona na bootlegu Chylińskiej „No One's Girl” w 2007 roku.